# Шури, Морис
Мори́с Шури́ (фр. Maurice Choury, 9 января 1912, Нантер — 7 ноября 1969, Иври-сюр-Сен) — участник французского сопротивления, журналист и писатель.

## Биография
Родился 9 января 1912 года в рабочей семье. С ранних лет был активным участником Движения молодых коммунистов, которое он возглавил в 1934 году, а затем — Французской коммунистической партии. С 1936 года сотрудничал в качестве журналиста с газетами Avant-garde и L'Humanité.
После начала Второй мировой войны в 1939 году был мобилизован в качестве санитара, попал в плен, но был освобождён и репатриирован как участник медицинского подразделения. После освобождения из плена принимал участие в акциях Движения сопротивления в Париже, затем — в департаменте Буш-дю-Рон. В 1942 году отправился на остров Корсику,уроженкой которой была его жена Эмма Перини, сестра известной участницы Сопротивления Даниель Казановы. 
На Корсике стал одним из руководителей Национального фронта и Комитета освобождения Аяччо — организаций, в которых большинство составляли коммунисты. Играл одну из ключевых ролей в Операции по освобождению Корсики 9 сентября 1943 года. После освобождения — член совета префектуры, автор первых указов о присоединении Корсики к Свободной Франции. В июле 1944 года поступил в регулярную армию, его часть была расквартирована в Сартене. В 1946 году был управляющим делами Лорана Казановы — министра по делам ветеранов и жертв войны в правительстве Феликса Гуэна и в первом правительстве Жоржа Бидо.
После войны возобновил работу журналиста — сперва был главным редактором газеты La Victoire в Бордо, затем в Париже работал в близком к коммунистам Французском информационном союзе, после чего вернулся в L'Humanité и создал воскресное приложение к ней L'Humanité Dimanche. Оставался деятельным членом коммунистической партии, активно отстаивал право на внутрипартийную дискуссию, в 1956 году поддержал решения XX съезда КПСС по преодолению культа личности Сталина. В том же году покинул L'Humanité и сосредоточился на написании исторических книг.
Скончался 7 ноября 1969 года в возрасте 57 лет от сердечного приступа, когда выступал перед молодёжью в Иври-сюр-Сене с лекцией, посвящённой Парижской коммуне 1871 года.

## Память
7 октября 1989 года мэрия Аяччо присвоила имя Мориса Шури одной из улиц города. 